# Chrosiothes jenningsi
Chrosiothes jenningsi är en spindelart som beskrevs av Piel 1995. Chrosiothes jenningsi ingår i släktet Chrosiothes och familjen klotspindlar. Inga underarter finns listade i Catalogue of Life.